# Південно-Донецька залізниця

мапа Південно-Донецької залізниці, видавець: Генштаб Армії, 1943 рік

Південно-Донецька залізниця (рос. Южно-Донецкая железная дорога) — залізнична магістраль в південній частині Донбасу. Утворена на виконання Постанови Ради Народних Комісарів СРСР № 813 від 17 травня 1937 р. та Наказу НКШС № 106/Ц від 21 травня 1937 р. з Донецької та Сталінської залізниць виділені ділянки, з яких було організовано Південно-Донецьку залізницю, за цим же Наказом в інших межах знов відтворено Північно-Донецьку. 
П.-Д.з. з'єднувала основні вугільні підприємства Донбасу з азовськими морськими портами у Таганрозі (через ст. Марцево) та у Маріуполі. 
Управління нової Південно-Донецької залізниці розташовувалося на станції Ясинувата.

## Історія
У 1937 році відкрито гілку Постишеве (Гришине/Красноармійське/Покровськ) — Павлоград.
У 1939—1945 роки: залізниця переведена (1941 року, як і всі інші залізниці СРСР) на воєнний стан. Під час війни зруйновано 8000 км шляхів, 1500 мостів, 27 локомотивних депо, 8 вагонних депо, 400 вокзалів і станційних будівель.
У 1953 році —  об'єднана з Північно-Донецькою залізницею під загальною назвою Донецька залізниця на виконання Постанови Ради Міністрів СРСР № 1263 від 14 травня 1953 р. та Наказу МШС № 80Ц від 15 травня 1953 р.

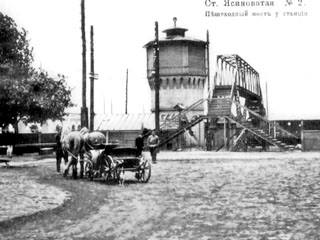
Ясинувата до жовтневого перевороту
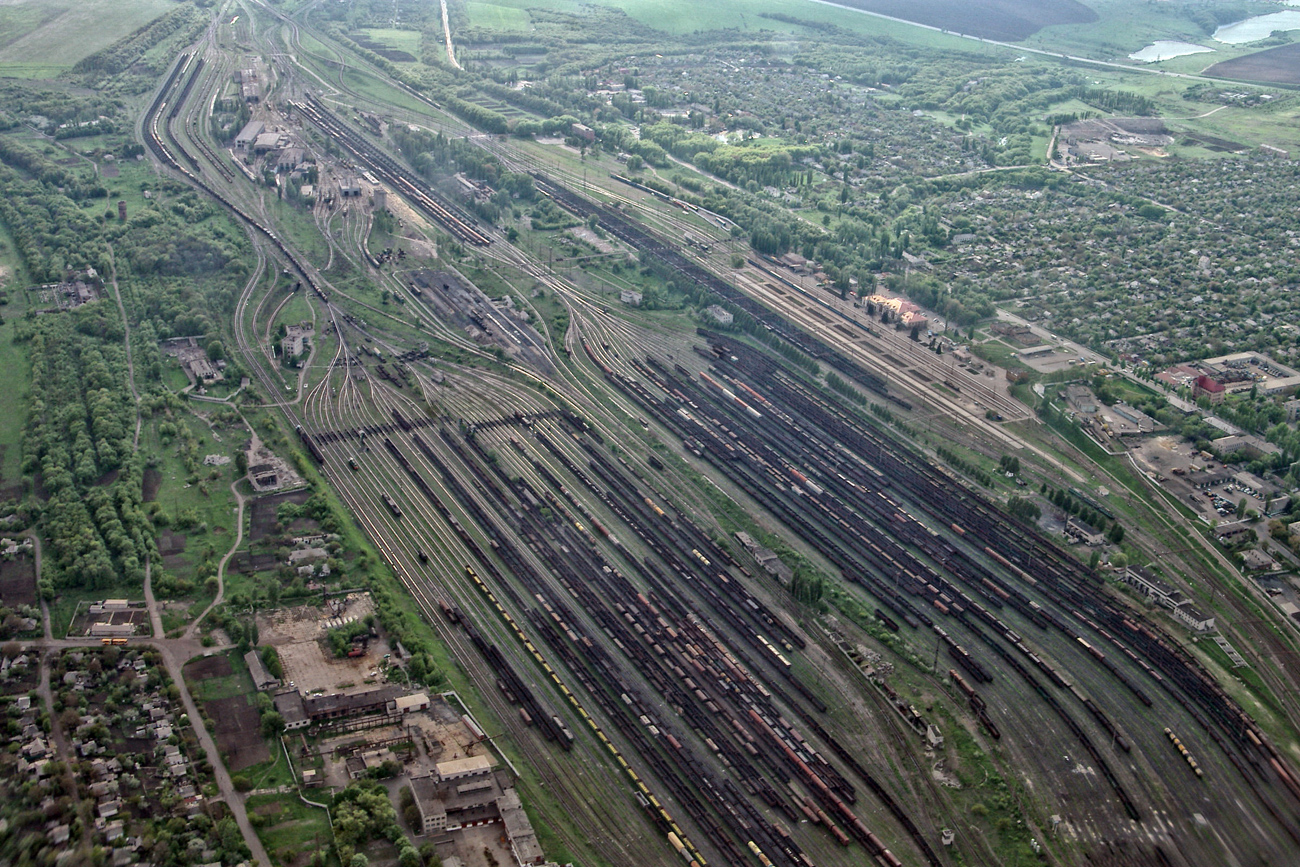
панорама Ясинуватої

### Керівники залізниці
- травень 1937 – травень 1938 — Донченко Микола Якович (начальник);
- травень 1938 – листопад 1939 — Кривонос Петро Федорович (начальник);
- 1939 – 1940 — Шахрай Петро Касянович (начальник);
- 1940 –1950 — Ларіонов Григорій Миколайович (начальник)  <у 1941—1943 рр. залізниця в окупації, а керівництво в екзилі>;
- 1950 –1951 — Гладких Олексій Панасович (начальник).
- 1951 –1953 — Кошляк Михайло Іванович (начальник).